# Acetilestaraza
Acetilestaraza (EC 3.1.1.6, C-esteraza (u životinjskim tkivima), acetatni estar hidrolaza, hloroesteraza, p-nitrofenil acetatna esteraza, Citrus acetilesteraza) je enzim sa sistematskim imenom acetic-estar acetilhidrolaza. Ovaj enzim katalizuje sledeću hemijsku reakciju
acetil estar + H2O {\displaystyle \rightleftharpoons } alkohol + acetat

## Literatura
- Nicholas C. Price; Lewis Stevens (1999). Fundamentals of Enzymology: The Cell and Molecular Biology of Catalytic Proteins (Third изд.). USA: Oxford University Press. ISBN 019850229X.
- Eric J. Toone (2006). Advances in Enzymology and Related Areas of Molecular Biology, Protein Evolution (Volume 75 изд.). Wiley-Interscience. ISBN 0471205036.
- Branden C; Tooze J. Introduction to Protein Structure. New York, NY: Garland Publishing. ISBN 0-8153-2305-0.
- Irwin H. Segel. Enzyme Kinetics: Behavior and Analysis of Rapid Equilibrium and Steady-State Enzyme Systems (Book 44 изд.). Wiley Classics Library. ISBN 0471303097.
- William P. Jencks (1987). Catalysis in Chemistry and Enzymology. Dover Publications. ISBN 0486654605.

## Spoljašnje veze
- Acetylesterase на 